# Ferdinand von Richthofen
Pour les articles homonymes, voir Richthofen.
Le baron Paul Wilhelm Ferdinand von Richthofen (né le 5 mai 1833 et mort le 6 octobre 1905) est un géographe et géologue prussien.
Richthofen naît à Carlsruhe de Silésie, dans le district d'Oppeln, en province de Silésie. Il étudie à Berlin. Au cours de sa carrière, il devient l'un des géographes les plus réputés au monde. Il est plus connu du grand public pour son invention du terme « route de la soie » pour désigner les voies de transit du commerce Asie-Europe pendant de nombreux siècles.

## Voyages
De 1856 à 1859 il fait des recherches sur la géologie du Tyrol puis de la Transylvanie. En 1860 il prend part à une expédition en Chine dont il étudie brièvement une première fois la géologie, il ne reste pas de trace des travaux de Richthofen sur ce voyage. Dans le milieu des années 1860, il visite la Californie pour analyser les relations entre l'or et les cendres volcaniques, il reste aux États-Unis de 1862 à 1868.
De 1868 à 1872 Richthofen retourne en Asie, il visite à nouveau la Chine mais aussi le Japon, Bornéo et Java. Cette étude est financée par la banque de Californie et la banque de Shanghai. Il s'intéresse aux emplacements des gisements importants, notamment de charbon. Ses études géographiques, géologiques, économiques et ethnographiques sont publiées en quatre volumes dont un atlas. Le premier volume décrit les montagnes d'Asie, le second la Chine du nord et le troisième celle du sud, ce dernier demeurant néanmoins inachevé. Il écrit aussi une série de lettres à la Chambre de commerce de Shanghai dans lesquelles il insiste sur l'importance des gisements de charbon de Shantung ainsi que sur l'importance de Kiaochow comme port. Trois autres volumes posthumes sont édités en 1911 et 1912. Ses recherches sont utiles pour la compréhension de l'Asie par les Européens.

## Carrière universitaire
Richthofen est professeur de géologie à l'université de Berlin de 1875 à 1877 puis à l'université de Bonn jusqu'en 1883, professeur de géographie à Leipzig de 1883 à 1886 puis de nouveau à Berlin à partir de 1886. Il est président de la Société de géographie allemande et le premier président de l'Institut für Meereskunde -- l'institut d'océanographie  de 1902 à 1905. La Geological Society of London lui décerne la médaille Wollaston en 1892. Il devient membre étranger de la Royal Society le 27 novembre 1902.

## La géographie d'après Richthofen
Peu après avoir pris son poste à Leipzig en 1883, Richthofen définit ce qu'est pour lui la géographie. Cette définition ne sera pas la dernière mais elle influence beaucoup de géographes d'Allemagne et a aussi un retentissement certain au-delà de ses frontières. Pour Richthofen, la géographie doit décrire les caractéristiques physiques de la surface de la Terre et les relations entre  ces caractéristiques et les autres spécificités de cette surface y compris les hommes. Cette description doit être faite à travers une étude détaillée de petites unités géographiques et une étude comparative d'aires plus grandes. Tout comme Varen,  Richthofen pense que la géographie doit être à la fois descriptive et conduite par des lois. Pour construire des lois générales, le géographe doit étudier sur le terrain des cas particuliers. La chorographie doit décrire ces traits tandis que la chorologie doit expliquer la distribution des traits chorégraphiques en examinant les causes et les relations de ces phénomènes. Richthofen s'inspirant de Raven nomme cette partie la géographie spéciale. À partir de la chorologie, le géographe doit construire des lois générales et des hypothèses sur les caractéristiques locales et leurs relations ; toujours s'inspirant de Raven, il nomme cette partie la géographie générale. Richthofen voit ainsi la géographie comme un tout constitué de deux composants : la description de phénomène unique est nécessaire pour construire des généralisations qui sont à leur tour nécessaire pour comprendre les phénomènes.

## Publications
En dehors de ses livres sur la Chine :
- Die Kalkalpen von Voralberg und Nordtirol in Jahrbuch der geologischen Reichsanst all, 1859-1861
- Die Metallproduktion Kaliforniens in Petermanns Mitteilungen, 1865
- Natural System of Volcanic Rocks, San Francisco 1867
- Aufgaben und Methoden der heutigen Geographie, conférence donnée à Leipzig en 1883
- Führer für Forschungsreisende, Berlin 1886
- Triebkrafte und Richtungen der Erdkunde in neunzehnten Jahrhundert, conférence donnée lors de son élection comme recteur à Berlin en 1903